# Mettin Copier
Mettin Copier (* 4. Jänner 1989 in Amsterdam) ist ein österreichisch-niederländischer Fußballspieler. Der ehemalige U-21 Nationalspieler Österreichs spielt beim sechstklassigen SC 04 Schwabach.

## Karriere

### Verein
Der Sohn eines Niederländers und einer Österreicherin begann seine Karriere in der Jugend des SV Siveo'60, einem kleinen Verein aus der Provinz Utrecht. Von Siveo kam er daraufhin zum USV Elinkwijk, einem als Talenteschmiede bekannten Verein für den auch Marco van Basten in der Jugend aktiv war, ehe er 2007 von Scouts des AZ Alkmaar entdeckt wurde und in deren Jugendabteilung wechselte.
Bei Alkmaar entwickelte er sich in der A1-Jugendmannschaft des Vereins zu einem hoffnungsvollen Defensivtalent und wurde aufgrund seiner Spielweise bald mit dem ehemaligen Alkmaar-Star Joris Mathijsen verglichen. Ab 2008 lief er bereits für die zweite Mannschaft von Alkmaar auf, ehe er im Dezember des gleichen Jahres noch unter Trainer Louis van Gaal seinen ersten Jungprofivertrag erhielt. In Folge trainierte er unter Van Gaal und dessen Nachfolger Ronald Koeman bei den Profis, kam jedoch lediglich bei Jong-Alkmaar zum Einsatz. In der Spielzeit 2009/10 wurde er in den Champions League Kader seines Vereins aufgenommen, blieb jedoch ohne Einsatz. Nach der Entlassung von Koeman und der Bestellung von Dick Advocaat zum Cheftrainer im Dezember 2009, verschlechterten sich seine Einsatzchancen weiter. Im Frühjahr 2010 wurde er daraufhin in die niederländische Eerste Divisie an Abstiegskandidat Telstar verliehen.
Bei Telstar traf er mit Edward Metgod auf den früheren Co-Trainer von Van Gaal bei AZ, bei dem er auf Anhieb einen Stammplatz erhielt. Ende Februar wurde Medgot jedoch überraschend entlassen und durch den technischen Direktor Marcel Bout ersetzt. Copier, bis dahin in vier Spielen als Stammspieler im Einsatz, kam daraufhin unter dem neuen Trainer zu keiner einzigen Einsatzminute mehr und wechselte am Ende der Spielzeit wieder zurück zu Alkmaar.
Bei AZ wurde ihm in Folge mitgeteilt, dass man seinen Vertrag aufgrund des fehlenden Durchbruchs im Profigeschäft nicht verlängern würde und gab ihm die Freigabe. Im Juli 2010 absolvierte er daraufhin ein Profitraining beim niederländischen Zweitligisten RBC Roosendaal, bei dem er überzeugen konnte. Aufgrund der maroden finanziellen Situation von RBC, entschied man sich jedoch für eine Verpflichtung von Niek Ripson, der einem Amateurvertrag zustimmte.
In Folge unterschrieb er im August 2010 einen Vertrag beim gerade nach zwanzig Jahren Zweitklassigkeit abgestiegenen FC Oss.
Am 28. Februar 2011 wechselte er in die neu gegründete amerikanische USL Professional Division, wo er beim Dayton Dutch Lions FC einen Dreijahresvertrag unterschrieb.
Zeitweise war Copier in den Vereinigten Staaten als Personal Trainer und Fußballtrainer für Super Soccer Stars tätig, ehe er 2017 aus beruflichen Gründen nach Deutschland zurückkehrte. Im November 2017 wechselte Mettin Copier in die Bezirksliga Mittelfranken Nord zum ASV Fürth. Zur Saison 2019/20 wechselte er zur sechstklassigen SG Quelle Fürth. Nach drei Jahren bei Quelle Fürth schloss er sich zur Saison 2022/23 dem SC 04 Schwabach an.

### Nationalmannschaft
Nachdem er im Jahr 2007 aufgrund der steirischen Herkunft seiner Mutter die österreichische Staatsbürgerschaft erhielt, signalisierte er im Herbst 2008 seine Bereitschaft für Österreich auf internationalem Niveau auflaufen zu wollen.
Am 25. März 2009 debütierte er daraufhin beim 1:2-Auswärtssieg gegen Italien unter Trainer Andreas Herzog in der Österreichischen U-21 Nationalmannschaft. Sechs Tage später kam er bei der 1:2-Heimniederlage gegen die Schweiz zu seinem zweiten Einsatz, als er in Spielminute 46 für Manuel Wallner eingewechselt wurde.
In Folge stand er bis zum August 2010 im erweiterten Kreis der U-21 Nationalmannschaft, ohne jedoch noch einmal eingesetzt zu werden. Zuletzt stand er am 9. September 2009 beim Spiel gegen Albanien im Kader von Österreich.